# Rašćane Gornje
Rašćane Gornje – wieś w Chorwacji, w żupanii splicko-dalmatyńskiej, w gminie Zagvozd. W 2011 roku liczyła 19 mieszkańców.